# Lo llamaban Bairoletto
Lo llamaban Bairoletto es una película en blanco y negro de Argentina dirigida por Eduardo Shaw sobre el guion de Gabi y Cevallos que, producida en 1965, nunca fue estrenada comercialmente y que tuvo como protagonistas a Horacio Aranda, Marta Algibay, Tomás Simari y Audón López.
La película trata sobre la vida de Juan Bautista Bairoletto (1894 – 1941), un conocido bandido argentino  y se trató de la única película filmada por Eduardo Shaw. En 1985 Atilio Polverini dirigió Bairoletto, la aventura de un rebelde, en la cual Arturo Bonín interpreta al bandido.

## Reparto
- Horacio Aranda
- Marta Algibay
- Tomás Simari
- Audón López